# Leipzig Olbrichtstraße järnvägsstation

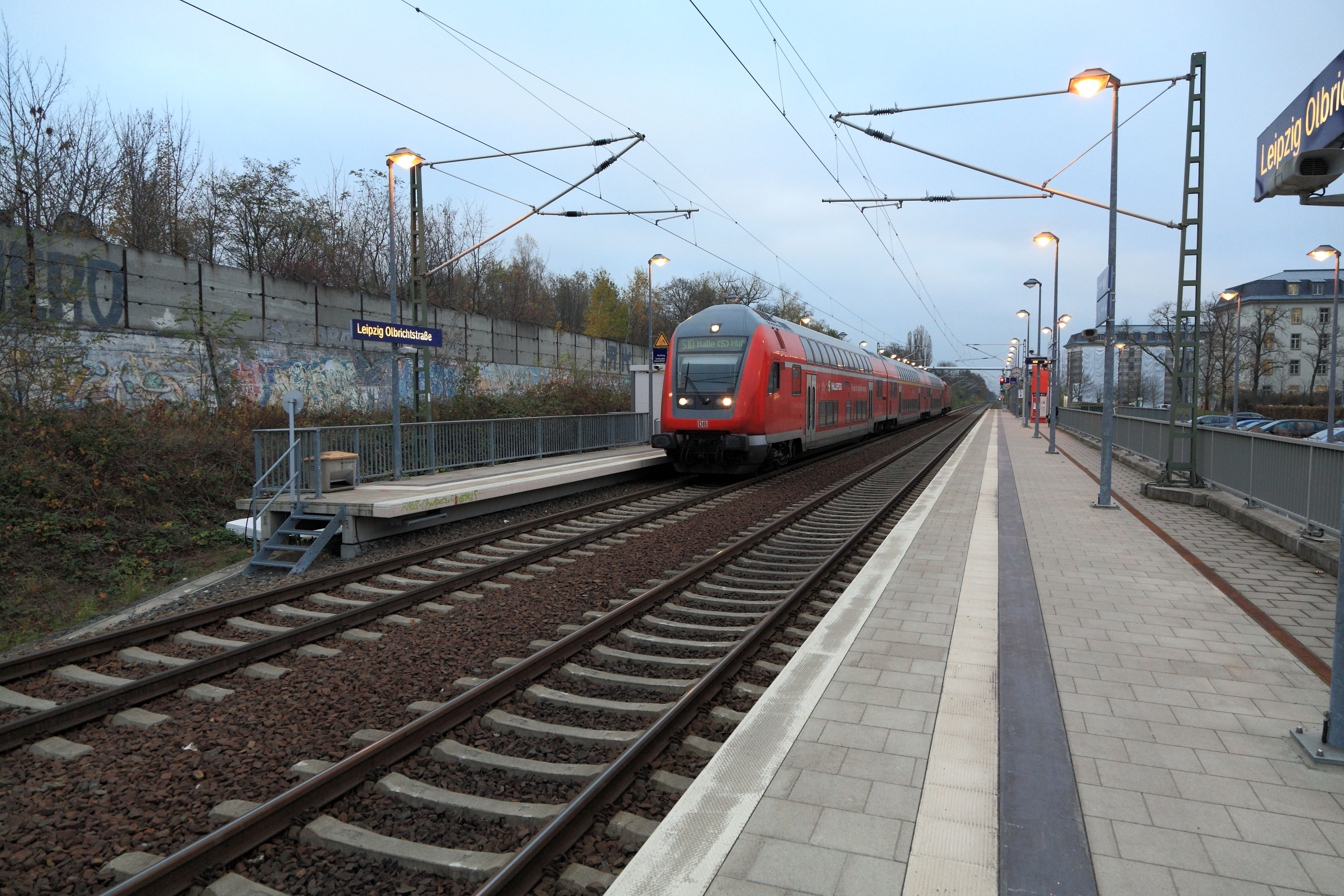
Leipzig Olbrichtstraße 2013.

Leipzig Olbrichtstraße är en järnvägsstation i Leipzig, Tyskland. Stationen är del av S-Bahn Mitteldeutschland och trafikeras av linje S3.